# Akira Terao
Akira Terao in giapponese 寺尾 聰 (Yokohama, 18 maggio 1947) è un attore e musicista giapponese, noto per aver partecipato nelle pellicole di Akira Kurosawa Sogni e Ran.
Nato nella prefettura di Kanagawa, è figlio dell'attore e regista Jukichi Uno. Dopo essersi diplomato alla Università Bunkyo Gakuin, formò in qualità di bassista una rock band, di genere Group Sounds, che chiamò The Savage con la quale conobbe un breve periodo di celebrità con il loro pezzo Itsumademo, Itsumademo che assurse alle classifiche giapponesi. Nel 1967 il regista Kei Kumai lo chiamò per recitare insieme a suo padre nella pellicola del 1968 Chikadô no taiyô made.
In qualità di cantante ha vissuto un periodo di grande popolarità nel 1981, quando il suo singolo Ruby No Yubiwa, parte dell'album Reflections, entrò nella classifica discografica giapponese, vendendo circa mezzo milione di copie e vincendo il Japan Record Award.